# Carlos Alexandre Rodrigues do Nascimento
Carlos Alexandre Rodrigues do Nascimento, detto Olivinha (Rio de Janeiro, 18 aprile 1983), è un ex cestista brasiliano.

## Carriera
Con il Brasile ha disputato due edizioni dei Campionati americani (2009, 2015).

## Palmarès
- Novo Basquete Brasil: 6

Flamengo: 2012-13, 2013-14, 2014-15, 2015-16, 2018-19, 2020-21
- FIBA Americas League: 1

Flamengo: 2014
- Basketball Champions League Americas: 1

Flamengo: 2020-21
- Coppa Intercontinentale: 2

Flamengo: 2014, 2022